# Duxelles
La duxelles o salsa duxelles  è una salsa francese.

## Caratteristiche e preparazione
La duxelles è una salsa solitamente utilizzata come ripieno o contorno per preparazioni anch'esse definite "duxelles". Viene preparata facendo saltare in padella funghi e scalogni con il burro. Può anche contenere del prosciutto tritato.

## Etimologia
Sebbene non sia chiara l'origine del nome della ricetta, si suppone che il suo nome derivi da quello di François Pierre de La Varenne, che fu chef del Marchese di Uxelles (in francese d'Uxelles). Tuttavia, lo chef non ha mai menzionato questa ricetta nei suoi libri.